# AJ McCarron
Raymond Anthony "AJ" McCarron Jr. (Mobile, Alabama; 13 de septiembre de 1990) es un jugador de fútbol americano con el puesto de quarterback y que actualmente juega con los St. Louis BattleHawks de la XFL (2020). Previamente jugó con los Cincinnati Bengals y el Houston Texans de la NFL.

## Resumen
Fue seleccionado por los Bengals en la quinta ronda del Draft de la NFL 2014. Jugó fútbol americano universitario en Alabama. Tras el Juego por el Campeonato Nacional BCS 2013 contra Notre Dame, McCarron se convirtió en el primer mariscal de campo en ganar campeonatos nacionales de consenso consecutivos en la era BCS. McCarron es uno de los únicos siete mariscales de campo en la historia en ganar títulos consecutivos de alguna forma, y el primer mariscal de campo de la FBS en ganar consecutivamente títulos consecutivos desde Tommie Frazier de Nebraska en 1994 y 1995. Además, desde su primer año de la camiseta roja, McCarron se ha asociado con tres equipos de títulos nacionales bajo el entrenador Nick Saban: 2009, 2011 y 2012.

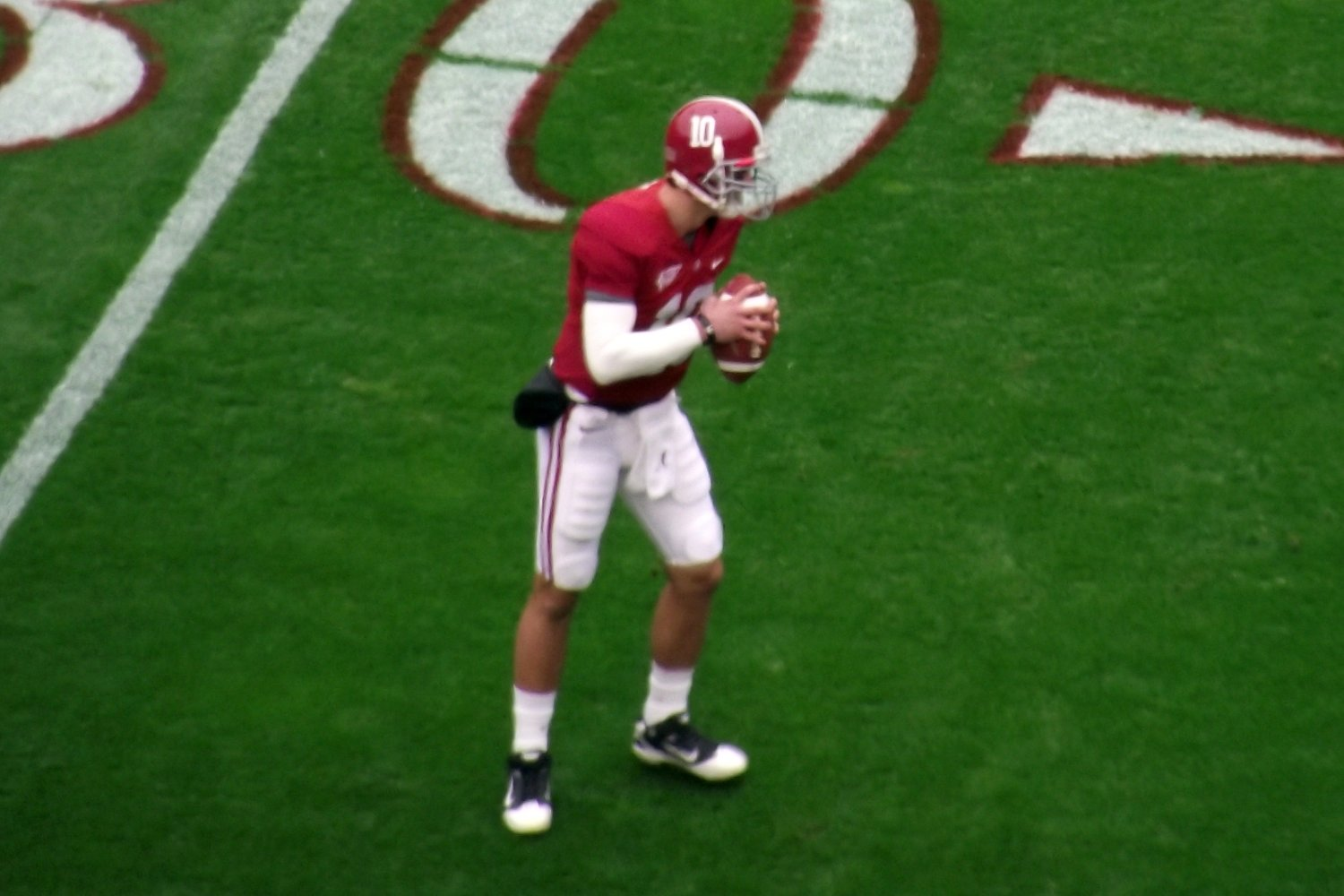
McCarron En 2010

### Estadística de carrera
| Estación | GP@–GS | Comp@–Att | Pct. | Yards | TD | Int | Long | Avg/G |
| -------- | ------ | --------- | ---- | ----- | -- | --- | ---- | ----- |
| 2010     | 13@–0  | 30@–48    | 62.5 | 389   | 3  | 0   | 47   | 29.9  |
| 2011     | 13@–13 | 219@–328  | 66.8 | 2,634 | 16 | 5   | 69   | 202.6 |
| 2012     | 14@–14 | 211@–314  | 67.2 | 2,933 | 30 | 3   | 85   | 209.5 |
| 2013     | 13@–13 | 226@–336  | 67.6 | 3,063 | 28 | 7   | 99   | 248.5 |
| Totales  | 53@–40 | 686@–1026 | 66.8 | 9,019 | 77 | 15  | 99   | 172.7 |

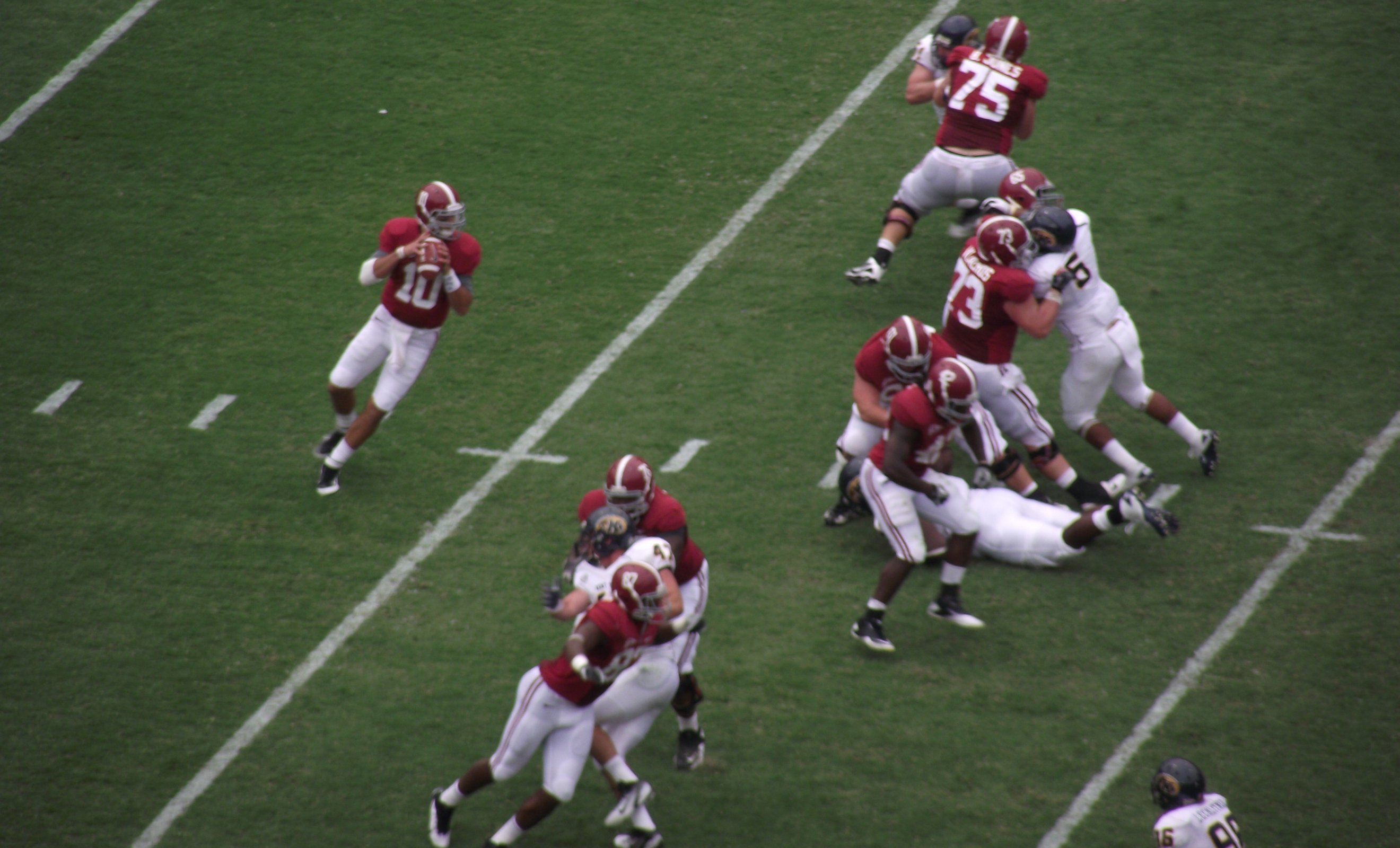
McCarron (10) cae atrás para intentar un pase contra Kent Estado

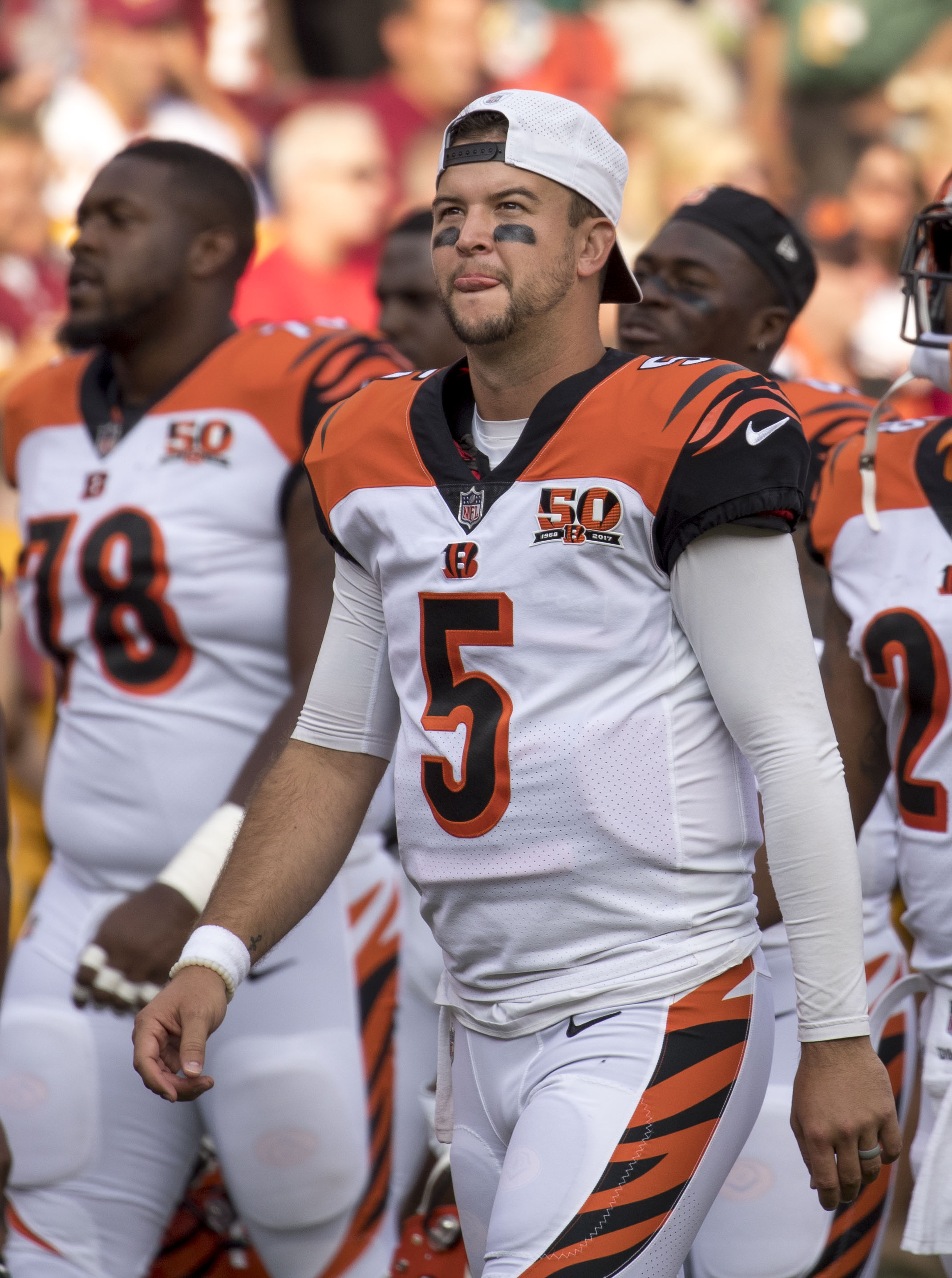
McCarron en 2017

El 22 de mayo de 2014, el Cincinnati Bengals le firmó a un 4-años, $2.4 millones de contrato con un $181,652 bonificación de fichaje.
El 14 de marzo de 2018, McCarron firmó un contrato por dos años y un valor de al menos $10 millones de US dólares, para jugar con los Buffalo Bills en la Temporada 2018.

### Estadística
| Año     | Equipo  | GP | GS | Paso | Paso | Paso | Paso | Paso | Paso | Paso | Paso |
| Año     | Equipo  | GP | GS | Comp | Att  | Pct  | Yds  | Y/Un | TD   | Int  | Rtg  |
| ------- | ------- | -- | -- | ---- | ---- | ---- | ---- | ---- | ---- | ---- | ---- |
| 2015    | CIN     | 7  | 3  | 79   | 119  | 66.4 | 854  | 7.2  | 6    | 2    | 97.1 |
| 2016    | CIN     | 1  | 0  | 0    | 0    | 0.0  | 0    | 0.0  | 0    | 0    | 0.0  |
| Carrera | Carrera | 8  | 3  | 79   | 119  | 66.4 | 854  | 7.2  | 6    | 2    | 97.1 |

Fuente:

## Vida personal
Es hijo de Dee Dee Bonner y Tony McCarron. Tiene un hermano más joven llamado Corey McCarron.
Se comprometió con su novia Katherine Webb en marzo de 2014. Se casaron en julio de 2014 en Orange Beach, Alabama. Su primer hijo Raymond "Tripp" McCarron III, nació el 24 de mayo de 2016. El 18 de diciembre de 2018 nació su segundo hijo, Cash Carter McCarron. Su tercer hijo, Gunnar Cruz McCarron, nació el 7 de abril de 2021.
McCarron es un católico devoto. Tiene un tatuaje de Jesús y una cruz en su pecho.